# Еппл-Рівер (Іллінойс)
Еппл-Рівер (англ. Apple River) — селище (англ. village) в США, в окрузі Джо-Дейвісс штату Іллінойс. Населення — 347 осіб (2020).

## Географія
Еппл-Рівер розташований за координатами 42°30′7″ пн. ш. 90°5′41″ зх. д. / 42.50194° пн. ш. 90.09472° зх. д. (42.501961, -90.094624).  За даними Бюро перепису населення США в 2010 році селище мало площу 2,05 км², уся площа — суходіл. 2017 року площа становила 1,82 км², уся площа — суходіл.

## Демографія
Згідно з переписом 2010 року, у селищі мешкало 366 осіб у 155 домогосподарствах у складі 104 родин. Густота населення становила 178 осіб/км².  Було 195 помешкань (95/км²).
Расовий склад населення:
| - 98,1 % — білих - 0,5 % — корінних американців - 0,3 % — чорних або афроамериканців |

До двох чи більше рас належало 1,1 %. Частка іспаномовних становила 0,0 % від усіх жителів.
За віковим діапазоном населення розподілялося таким чином: 22,4 % — особи молодші 18 років, 62,8 % — особи у віці 18—64 років, 14,8 % — особи у віці 65 років та старші. Медіана віку мешканця становила 41,1 року. На 100 осіб жіночої статі у селищі припадало 111,6 чоловіків;  на 100 жінок у віці від 18 років та старших — 110,4 чоловіків також старших 18 років.
Середній дохід на одне домашнє господарство  становив 42 200 доларів США (медіана — 33 750), а середній дохід на одну сім'ю — 48 931 долар (медіана — 46 923). Медіана доходів становила 26 765 доларів для чоловіків та 31 250 доларів для жінок. За межею бідності перебувало 9,9 % осіб, у тому числі 8,6 % дітей у віці до 18 років та 4,5 % осіб у віці 65 років та старших.
Цивільне працевлаштоване населення становило 214 особи. Основні галузі зайнятості: виробництво — 26,6 %, роздрібна торгівля — 21,0 %, освіта, охорона здоров'я та соціальна допомога — 12,6 %, транспорт — 9,8 %.